# Cressac-Saint-Genis
Cressac-Saint-Genis är en kommun i departementet Charente i regionen Nouvelle-Aquitaine i västra Frankrike. Kommunen ligger  i kantonen Blanzac-Porcheresse som ligger i arrondissementet Angoulême. År 2018 hade Cressac-Saint-Genis 157 invånare.

## Befolkningsutveckling
Antalet invånare i kommunen Cressac-Saint-Genis
Referens:INSEE